# MFAP2
MFAP2‏ (Microfibril associated protein 2) هوَ بروتين يُشَفر بواسطة جين MFAP2 في الإنسان.
البروتين المرتبط بالألياف الدقيقة 2 هو مستضد رئيسي للألياف الدقيقة المرتبطة بالإيلاستين ومرشح للمشاركة في علم مسببات أمراض النسيج الضام الموروثة. يشفر هذا الجين نسختين تحتويان على إكسونين غير مترجمين متصلين بشكل متبادل. يحتوي هذان النسخان على نفس الإكسونات الثمانية المشفرة، وبالتالي، يشفران نفس البروتين.